# Audincourt
Audincourt este o comună franceză, situată în departamentul Doubs, regiunea culturală și istorică Franche-Comté în regiunea Bourgogne-Franche-Comté.

## Geografie
Audincourt, comună situată în estul Franței, este a patra cea mai mare localitate din departamentul Doubs, după Besançon, Montbéliard și Pontarlier.

### Comune limitrofe
| Exincourt Montbéliard | Taillecourt | Étupes     |
| Arbouans Voujeaucourt |             | Dasle      |
| Valentigney           |             | Seloncourt |

### Geologie și relief
Altitudinea comunei variază între 314 și 417 metri.

### Hidrografie
Doubs și Gland traversează comuna.

### Climă
În 2010, climatul comunei era de tip climat montan, conform unui studiu al Centrului Național de Cercetare Științifică (CNRS), bazat pe o serie de date colectate în perioada 1971-2000. În 2020, Météo-France a publicat o tipologie a climei din Franța metropolitană, în care comuna este clasificată ca zonă de tranziție între climatul semi-continental și climatul montan, situată în zona de tranziție între regiunile climatice „Vosges” și „Jura”.
Pentru perioada 1971-2000, temperatura anuală medie este de 9,9 °C, cu o amplitudine termică anuală de 17,4 °C. Cumulul anual mediu de precipitații este de 1187 mm, cu 12 zile de precipitații în ianuarie și 10,4 zile în iulie. Pentru perioada 1991-2020, temperatura medie anuală observată la stația meteorologică Météo-France situată în comuna Saint-Dizier-l'Évêque la 9 km în linie dreaptă, este de 10,1 °C, iar cumulul anual mediu de precipitații este de 1099,4 mm.
Parametrii climatici ai comunei au fost estimați pentru mijlocul secolului (2041-2070) conform diferitelor scenarii de emisie de gaze cu efect de seră, bazate pe noile proiecții climatice de referință DRIAS-2020. Aceștia pot fi consultați pe un site dedicat publicat de Météo-France în noiembrie 2022.

## Urbanism

### Tipologie
La 1 ianuarie 2024, Audincourt a fost clasificată drept mare centru urban, conform noului sistem comunal de densitate în 7 niveluri, definit de INSEE (Institutul Național de Statistică și Studii Economice) în 2022. Face parte din unitatea urbană Montbéliard, o aglomerare inter-departamentală, unde ocupă rolul de oraș central. În plus, comuna aparține zonei metropolitane Montbéliard, fiind una dintre comunele polului principal. Această zonă, care cuprinde 137 de comune, este clasificată în categoria zonelor cuprinse între 50.000 și 200.000 de locuitori.

### Utilizarea terenurilor
Ocuparea terenurilor din comună, așa cum reiese din baza de date europeană privind ocuparea biofizică a solurilor Corine Land Cover (CLC), este marcată de importanța teritoriilor artificializate (57,4% în 2018), în creștere față de 1990 (52,7%). Distribuția detaliată în 2018 este următoarea: zone urbane (47,4%), păduri (33,2%), zone industriale sau comerciale și rețele de comunicație (10%), terenuri agricole eterogene (5%), pajiști (4,4%). Evoluția ocupării terenurilor în comună și a infrastructurilor sale poate fi observată pe diferitele reprezentări cartografice ale teritoriului: harta Cassini (secolul XVIII), harta de stat-major (1820-1866) și hărțile sau fotografiile aeriene ale IGN pentru perioada actuală (1950 până în prezent).

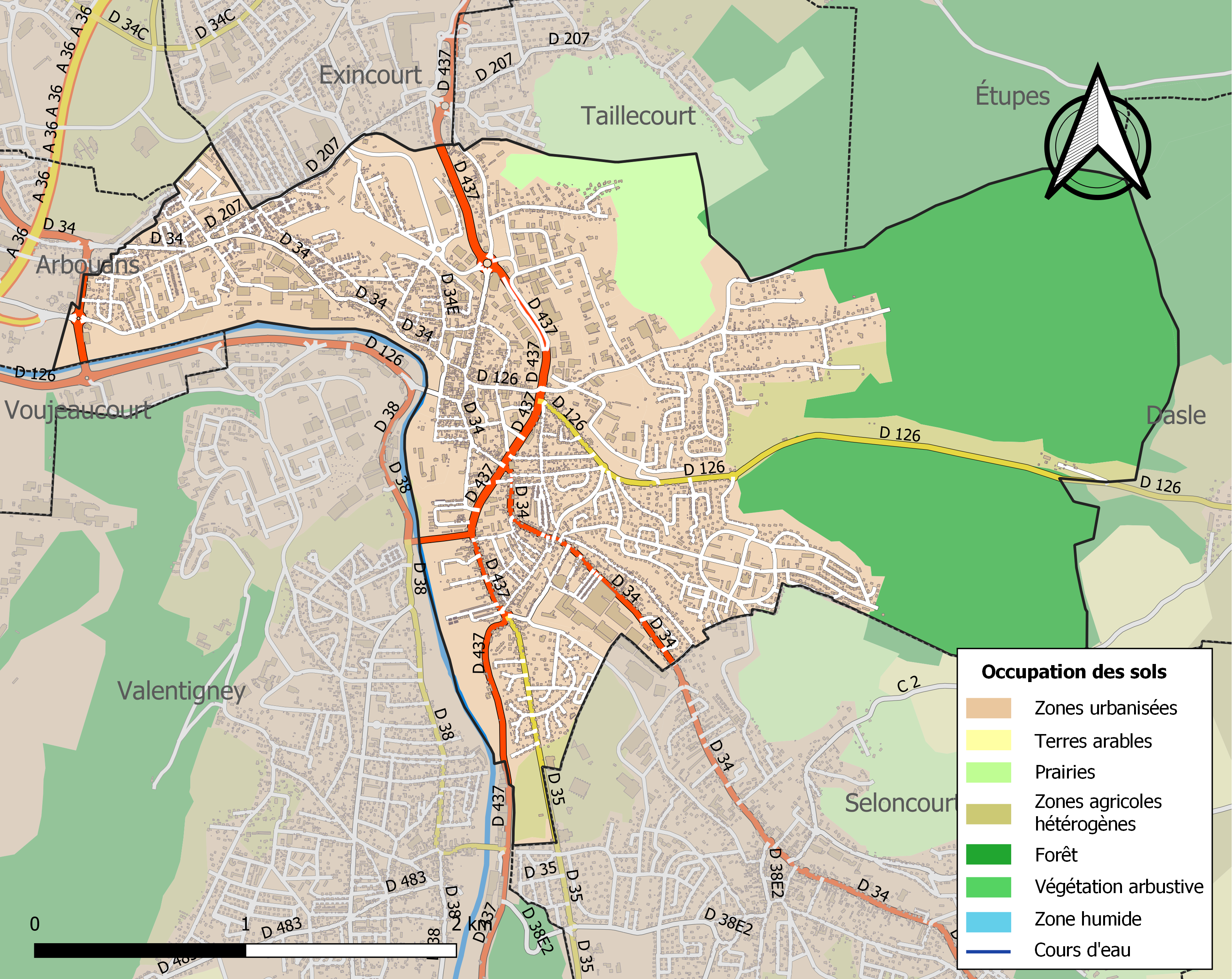
Harta infrastructurii și utilizării terenului a comunei în 2018 (CLC).

## Toponimie
Adincort în 1140; Audincourt în 1181; Ad Dincort în 1196; Adincourt în 1489.
Numele orașului Audincourt (Adingcort, 1180) provine de la „Audin” și sufixul -court (domeniu), pe care îl putem traduce simplu prin sat, cătun. „Audin” este, probabil, numele francizat al unui om germanic, Ading (A(l)dwin, Alda?). Alte nume de localități din apropiere au fost construite în mod similar, cum ar fi Vandoncourt (satul lui Vandon).

## Istorie
Audincourt a aparținut comitatului Montbéliard, care a fost anexat de Franța în 1793. În acea perioadă, Audincourt se numea Adincoürt.
La începutul secolului al XVII-lea (1619), un prim furnal a fost construit pe malul drept al râului Doubs. Acest furnal permitea producerea de fontă din minereul de fier extras în apropiere. Râul furniza forța motrice și facilita transportul lemnului din munte prin plutărit. Forja funcționa exclusiv pe bază de cărbune de lemn. Furnalul producea un fier de înaltă calitate, utilizat inițial pentru fabricarea armurilor, armelor de foc și ustensilelor de bucătărie.
Producția de bare și de foi metalice s-a dezvoltat pe parcursul următoarelor două secole, atingând 750 de tone în 1788, fiind comercializată în principal în Elveția. Făurăriile din Audincourt recrutau muncitori din Elveția și Franța (Bourgogne), majoritatea de confesiune catolică. Acești lucrători, mai mult sau mai puțin specializați (cositorari, platinieri, ciocănitori...), frecventau parohia catolică din Montbéliard.
Expansiunea făurăriilor din Audincourt a continuat după Revoluție, ajungând la apogeu în mijlocul secolului XX. Activitatea avea 50 de muncitori în 1788, 200 în jurul anului 1825, 300 în jurul anului 1845 și 500 în 1900. Numărul de angajați a crescut la 1 130 în 1926, 1 254 în 1930, 1 400 în 1954 și 1 300 în 1964.
În 1897, prima fabrică de automobile Peugeot a fost înființată în această comună.

## Populația și societatea

### Date demografice
Evoluția numărului de locuitori este cunoscută prin recensămintele populației efectuate în comuna respectivă începând din 1793. Pentru comunele cu mai puțin de 10 000 de locuitori, un recensământ al întregii populații este realizat la fiecare cinci ani, populațiile legale pentru anii intermediari fiind estimate prin interpolare sau extrapolare. Pentru comuna respectivă, primul recensământ exhaustiv în cadrul noului dispozitiv a fost realizat în 2004.
În 2022, comuna număra 14 009 locuitori, în creștere cu +3,14 % față de 2016 (Doubs: +3,73 %, Franța fără Mayotte: +2,11 %).
| An        | 1793 | 1821 | 1841  | 1856  | 1876  | 1886  | 1901  | 1921  | 1936  | 1962   | 1982   | 2006   | 2014   | 2022   |
| --------- | ---- | ---- | ----- | ----- | ----- | ----- | ----- | ----- | ----- | ------ | ------ | ------ | ------ | ------ |
| Populație | 660  | 936  | 1 627 | 2 513 | 4 258 | 4 865 | 7 347 | 8 760 | 9 720 | 12 433 | 17 454 | 14 637 | 14 131 | 14 009 |

## Cultură locală și patrimoniu

### Locuri și monumente

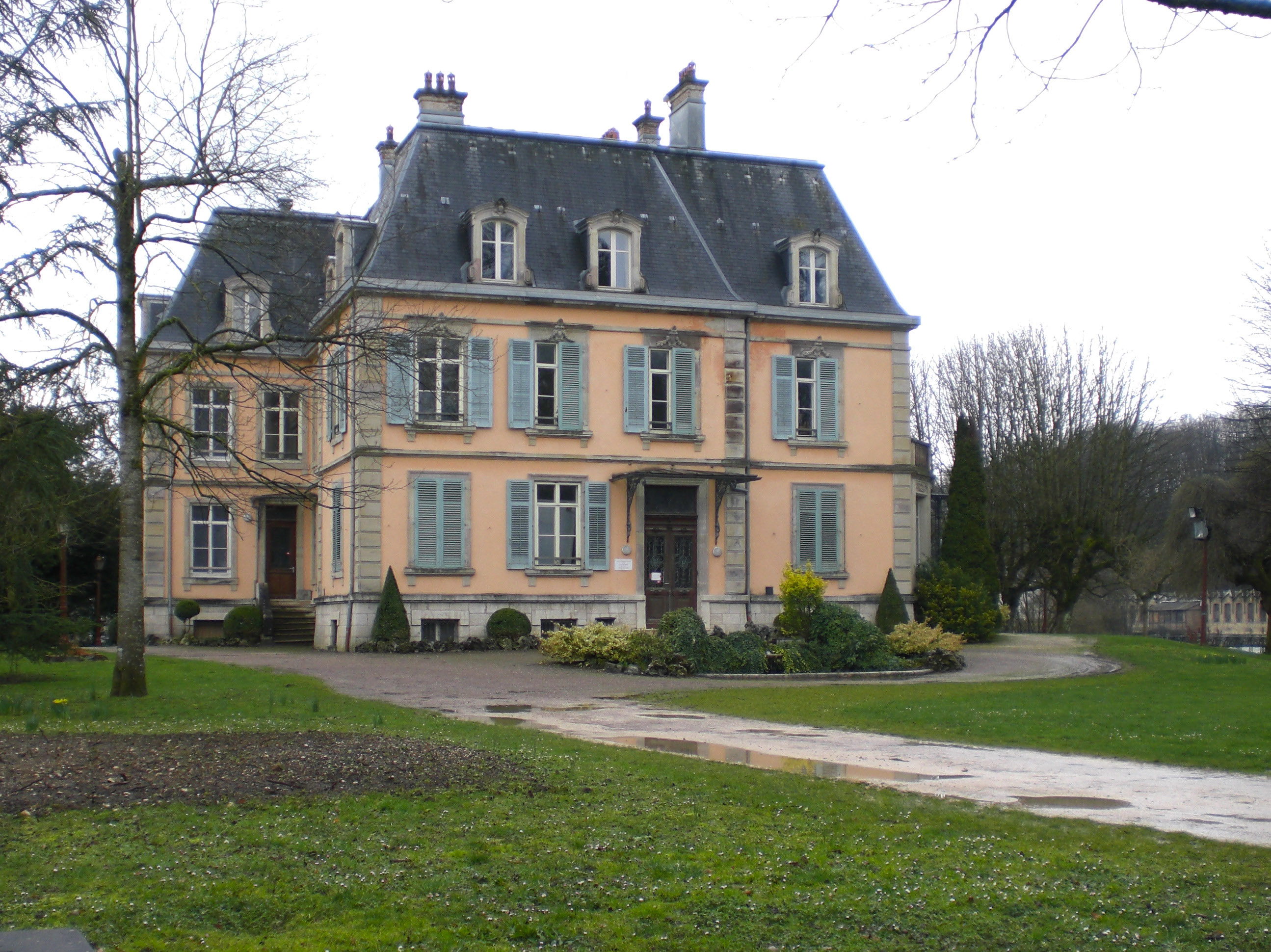
Castelul Peugeot

- Biserica Sacré-Cœur, datând din 1951, are o arhitectură modernă. A fost concepută de abatele Prenel cu ajutorul credincioșilor săi. Jean Bazaine a realizat fresca de la intrare și baptisteriul, iar Fernand Léger a creat tapiseria altarului și cele 17 vitralii ale navei[33].
- Biserica Notre-Dame de l'Immaculée Conception este una dintre primele biserici construite din beton armat în Franța. Construită în 1932 după planurile călugărului arhitect dom Paul Bellot (1876-1943), adăpostește vitralii luminoase realizate de Valentine Reyre, creând jocuri de umbre și lumină[34].
- Castelul Peugeot găzduiește astăzi Centrul regional de inițiere în arte plastice și benzi desenate[35].
- Castelul Thévenot este una dintre frumoasele reședințe care au supraviețuit Revoluției. În prezent, adăpostește o bibliotecă[36].
- Templul Bisericii Evanghelice Luterane, un simbol istoric al aderării Audincourt la ideile Reformei, foarte devreme promovate de principii din Montbéliard.

### Personalități
- Auguste Ménégaux (1857-1937), ornitolog născut în Audincourt.
- Roger Hug (1913-1996), fotbalist născut în Audincourt.
- Daniel Beretta (1946-2024), actor, autor, compozitor și interpret născut în Audincourt.
- Annie Genevard (născută în 1956), politiciană originară din Audincourt.
- Omar Daf (născut în 1977), fotbalist profesionist senegalez care a evoluat la FC Sochaux și a fost adjunct în staff-ul echipei naționale de fotbal a Senegalului în timpul Campionatului Mondial din Rusia.
- Camel Meriem (născut în 1979), fotbalist originar din Audincourt.
- Benoît Pedretti (născut în 1980), fotbalist originar din Audincourt.